# Новокрымский сельский совет
Новокрымский сельский совет (укр. Новокримська сільська рада, крымскотат. Borlaq Tama köy şurası) — согласно законодательству Украины — административно-территориальная единица в Джанкойском районе Автономной Республики Крым, расположенная в западной части Джанкойского района, в степной зоне полуострова. Население по переписи 2001 года — 2080 человек.
К 2014 году в состав сельсовета входило 3 села:
- Новокрымское
- Источное
- Павловка

## История
По данным сайта «ДжанкойИнфо» Борлак-Томинский сельский совет был образован в 1918 году.По результатам всесоюзной переписи 17 декабря 1926 года Борлак-Томакский сельский совет включал 4 населённых пункта с населением 442 человека.
Указом Президиума Верховного Совета РСФСР от 21 августа 1945 года Борлак-Томакский сельсовет был переименован в Ново-Крымский. С 25 июня 1946 года совет в составе Крымской области РСФСР, а 26 апреля 1954 года Крымская область была передана из состава РСФСР в состав УССР.
На 15 июня 1960 года в составе сельсовета числились населённые пункты:

| - Анатольевка - Источное - Лазурка - Новокрымское | - Огаровка - Павловка - Пахаревка | - Правдино - Труженик - Чапаево |

К 1968 году ликвидированы Анатольевка, Лазурка, Огаровка, Правдино и Труженик, на 1 января 1977 года оставался тот же состав. 1 октября 1979 года Пахаревку выделили в отдельный сельсовет. В период между 1 июня 1977 года (на эту дату село ещё числилось в составе совета) и 1985 годом (в перечнях административно-территориальных изменений после этой даты не упоминается) было упразднено Чапаево и совет обрёл современный состав. С 12 февраля 1991 года сельсовет в восстановленной Крымской АССР, 26 февраля 1992 года переименованной в Автономную Республику Крым. С 21 марта 2014 года в составе Крыма аннексирован Россией. Законом «Об установлении границ муниципальных образований и статусе муниципальных образований в Республике Крым» от 4 июня 2014 года территория административной единицы была объявлена муниципальным образованием со статусом сельского поселения.